# كارول أنديرس
كارول أنديرس (بالبولندية: Karol Anders)‏ هو ضابط بولندي، ولد في 8 سبتمبر 1893، وتوفي في 4 يوليو 1971 في Penley ‏ في المملكة المتحدة.